# 浅井康太
浅井 康太（あさい こうた、1984年6月22日 - ）は、競輪選手。三重県桑名市生まれ。日本競輪選手会三重支部所属、ホームバンクは四日市競輪場。日本競輪学校（当時。以下、競輪学校）第90期生。師匠は佐久間重光。

## 戦績
三重県立朝明高等学校自転車部では柴崎俊光（91期）と同窓生で、俊光の弟である柴崎淳（91期）の2年先輩にあたる。
2004年、競輪学校に第90期生として入学。同期には北津留翼、新田祐大、飯野祐太らがいる。在校成績は15勝で5位。
2005年7月8日、松阪競輪場でデビューし2着。初勝利は同月17日の富山競輪場。
2008年にはヤンググランプリ（平塚競輪場）に出場し4着となる。
2009年は共同通信社杯春一番（佐世保競輪場）において決勝に進出し永井清史の優勝に貢献する走りを見せ、高松宮記念杯競輪決勝では最後まで接戦を演じ3着に入り、11月に開催移行となった第51回競輪祭でも決勝に進出（9着）したことで、これらの成績で年間獲得賞金額が上位となり、12月8日の伊東温泉記念決勝では坂上樹大とランキング18位を直接争ったが、2着に入ったことでランキング17位となり、12月27日より2010年のS級S班選手に選出された。
2011年はUCIトラックワールドカップ2010-2011北京大会のケイリン種目で3位 に入り、第31回アジア自転車競技選手権大会でのケイリン種目優勝する。競輪でも7月に弥彦競輪場で開催された第20回寬仁親王牌・世界選手権記念トーナメント決勝で、渡邉一成との先行争いから渡邉の後方にいた神山雄一郎の追走を阻むと渡邉の後方に切り替えて追走し、そのまま直線手前から抜け出して特別競輪初優勝を果たすと、9月の第54回オールスター競輪では最終ホームからのカマシを決めて逃げ切り優勝し特別2勝目を飾った。
2012年は全日本プロ選手権自転車競技大会のケイリン種目で優勝したものの、競輪ではGIの決勝に進出できなかった。それでもコンスタントに成績をまとめて、年間獲得賞金上位（8位）によりKEIRINグランプリ2012へ出場し3着となる（2年連続のGP3着となった）。
2013年も寬仁親王牌での決勝8着のみで目立った成績は残せなかったが、年間獲得賞金枠の最後に入る形でKEIRINグランプリ2013へ出場し2着となる。
2014年は寛仁親王牌での決勝2着などGI決勝進出5回（但し、浅井が欠場したGⅠ日本選手権競輪除く）による年間獲得賞金上位（4位）によりKEIRINグランプリ2014へ出場し、5着。
2015年は全日本選抜競輪と日本選手権競輪での決勝3着により獲得賞金上位を維持し（前年同様4位だった）、5年連続でKEIRINグランプリへの出場を決定させ、レースでは最終バックでイン捲りから切り替えて直線で追い込み、初優勝を果たし（歴代22人目の覇者）、賞金王も獲得した。
2016年は高松宮記念杯の決勝3着と、7月に川崎競輪場で開催されたサマーナイトフェスティバルでの優勝などにより獲得賞金上位（6位→7位）を維持し、6年連続でKEIRINグランプリへ出場し3着。
2017年は日本選手権とオールスターの決勝で共に3着に入るなど、GI決勝進出4回による年間獲得賞金上位（5位）により7年連続でKEIRINグランプリへの出場を決定させ、レースでは先行した深谷知広の番手から最後の直線で抜け出して、2年ぶり2度目のグランプリ制覇と賞金王を手に入れた。
2018年8月の第61回オールスター競輪（いわき平競輪場）ドリームレースで6着となり、通算取得賞金10億円を突破した（通算31人目、現役選手17人目）。そして11月の競輪祭でGIとしては7年ぶりの優勝を果たし、8年連続のKEIRINグランプリ出場とS班を決定させた。グランプリは2着となり、グランプリ連覇はならなかった。
2019年は一転して年間を通して目立った活躍が出来ず、競輪祭が始まる前の時点で優勝0回かつ賞金獲得額10位以下であったため年末のKEIRINグランプリ2019に出場するためには競輪祭優勝が必須であったが、二次予選で敗退。2011年から続けてきたグランプリ連続出場が8年で途絶えただけでなく、同じく8年連続で在籍したS班からの降格も決まった。
2021年はヤンググランプリに出場する山口拳矢（8位）に次ぐ、賞金ランク上位（浅井自身は10位）になったため、KEIRINグランプリ2021の補欠選手に繰り上がった。
2024年6月12日、出場していた第75回高松宮記念杯競輪2日目第2レース（西日本一次予選1）で勝利し、通算500勝を達成。S級創設（1983年4月）以降女子（4人）を含めて通算57人目の記録であり、登録日から19年1か月11日（登録日を含まない）での達成であった。規程により後日、JKAより表彰予定。

## 主な獲得タイトルと記録
- 2011年 - 第20回寬仁親王牌・世界選手権記念トーナメント（弥彦競輪場）・第54回オールスター競輪（岐阜競輪場）
- 2015年 - KEIRINグランプリ2015（京王閣競輪場）
- 2017年 - KEIRINグランプリ2017（平塚競輪場）
- 2018年 - 第60回朝日新聞社杯競輪祭（小倉競輪場）
- 年間賞金王2回 - 2015年・2017年
- 通算500勝達成（表彰対象） - 2024年6月12日、第75回高松宮記念杯競輪（岸和田競輪場）2日目第2レース

## 競走スタイル
捲りを主体とする選手で、瞬発力に非常に優れ、カマシも得意とする。位置取りや踏み込みタイミングなどの判断も俊逸である。そして捲りきったときに番手選手が差しにくいほどのスタミナが何より特筆される。2013年頃からは若手の成長（特に深谷知広や柴崎兄弟）もあり、後を固める競走も増えてきている。ただし、2015年現在でも、前を回った時には先行策も見せており、後ろを引き出す結果が多い。前回りでもマーク策でも、ラインを重視した走りは安定感があり、中部地区きっての選手と言える。

## その他
- 競走で自在性を持つ選手だが、これまで、しなやかな動きを最重視するためプロテクターを一度も装着しなかったという。しかし、2015年の第58回オールスター競輪のシャイニングスター賞で、衝撃吸収性の高い超薄型シート（低反発のスポンジ[8]）を入れた特注アンダーウエアを着用した[9]。
- 2013年6月に、サムソン廃業にともない、マキノのフレームに変更した[10]（その後はケルビムも[11]）。
- 2015年から、「KEEP LEFT」（左重心[12]）のTシャツを販売し、販売利益を社会福祉などへ貢献しようという活動をしている[13][14]。同年、元阪神タイガース赤星憲広の車椅子寄贈活動「Ring of　Red」にも協力[15]。
- 中部地区の先輩・山田裕仁（岐阜61期・引退）の紹介で、レッドサムソンという競走牡馬を所有[14]。
- 2016年4月結成のUCI承認トラックチーム「Dream Seeker」（DRS[16]）の発足メンバー、6人のうちの一人（代表は新田祐大）[17]。
- 2010年に初めてS級S班へ昇格し、競走点や勝ちにこだわるあまり、先行する意識が弱くなり先行回数が減ったため、脚力の低下や成績の不安定さが表れ始めた頃、たまたま同じ開催で海老根恵太からふと言われた、後の競輪人生を変える「浅井に先行されちゃうともっと強くなっちゃうから、やらなくていいよ～」の一言に、デビュー当時から師匠に厳しく言われ続けていた「バック線だけを取れ」を思い出した。S級S班から落ちた後は先行主体に切り替えると結果はすぐに表れ、この時に力の付け方とレースの組み立て方を初めて理解し、先行の大切さを実感する。その（先行）大切さを今の若い世代に伝えたいと思うに至る[18]。